# San Giorgio di Nogaro
San Giorgio di Nogaro (friülà San Zorç di Noiâr) és un municipi italià, dins de la província d'Udine. És a la regió de la Bassa Friülana. L'any 2007 tenia 7.619 habitants. Limita amb els municipis de Carlino, Castions di Strada, Grado (GO), Marano Lagunare, Porpetto i Torviscosa.
San Giorgio està situat a mig camí entre Udine i Lignano Sabbiadoro.

## Administració
| Període | Identitat        | Partit        |
| ------- | ---------------- | ------------- |
| 2004-   | Pietro Del Frate | Llista cívica |